# USA's ishockeylandshold (herrer)
USA's ishockeylandshold er det nationale ishockeylandshold i USA, og kontrolleres af det amerikanske ishockeyforbund, USA Hockey. Holdet har gennem tiden vundet to OL- og to VM-guldmedaljer, hvoraf sejren ved OL i 1960 talte for begge ting. Der er altså i praksis kun tale om tre vundne turneringer. Dermed står amerikanerne i høj grad på landsholdplan i skyggen af naboerne Canada, dette på trods af at langt størstedelen af holdene fra den nordamerikanske hockeyliga National Hockey League hører til i USA.

## The Miracle on Ice
Amerikanernes største triumf til dato kom, da et ungt og urutineret hold bestående af amatører og college-spillere, højst overraskende vandt guld ved OL i 1980 på hjemmebane i Lake Placid. Triumfen kom i hus via en sensationel 4-3 sejr over de firedobbelte samt forsvarende OL-vindere fra Sovjetunionen. Sejren, der regnes som en af de største triumfer i amerikansk landsholdssport, blev efterfølgende i medierne døbt The Miracle on Ice.

## Resultater

### OL
- 1920 – Sølv
- 1924 – Sølv
- 1928 – Deltog ikke
- 1932 – Sølv
- 1936 – Bronze
- 1948 – Diskvalificeret
- 1952 – Sølv
- 1956 – Sølv
- 1960 – Guld
- 1964 – 5. plads
- 1968 – 6. plads
- 1972 – Sølv
- 1976 – 5. plads
- 1980 – Guld
- 1984 – 7. plads
- 1988 – 7. plads
- 1992 – 4. plads
- 1994 – 8. plads
- 1998 – 6. plads
- 2002 – Sølv
- 2006 – 8. plads
- 2010 – Sølv

### VM
| - 1920 - Sølv - 1924 - Sølv - 1928 - Deltog ikke - 1930 - Deltog ikke - 1931 - Sølv - 1932 - Sølv - 1933 - Guld - 1934 - Sølv - 1935 - Deltog ikke - 1936 - Bronze - 1937 - Deltog ikke - 1938 - 7. plads - 1939 - Sølv - 1947 - 5. plads - 1948 - Diskvalificeret - 1949 - Bronze - 1950 - Sølv - 1951 - 6. plads - 1952 - Sølv - 1953 - Deltog ikke - 1954 - Deltog ikke - 1955 - 4. plads - 1956 - Sølv - 1957 - Deltog ikke - 1958 - 5. plads - 1959 - 4. plads - 1960 - Guld - 1961 - 6. plads - 1962 - Bronze - 1963 - 8. plads | - 1964 - 5. plads - 1965 - 6. plads - 1966 - 6. plads - 1967 - 5. plads - 1968 - 6. plads - 1969 - 6. plads - 1970 - 7. plads - 1971 - 6. plads - 1972 - 8. plads - 1973 - 8. plads - 1974 - 7. plads - 1975 - 6. plads - 1976 - 4. plads - 1977 - 6. plads - 1978 - 6. plads - 1979 - 7. plads - 1981 - 5. plads - 1982 - 8. plads - 1983 - 9. plads - 1985 - 4. plads - 1986 - 6. plads - 1987 - 7. plads - 1989 - 6. plads - 1990 - 5. plads - 1991 - 4. plads - 1992 - 7. plads - 1993 - 6. plads - 1994 - 4. plads - 1995 - 6. plads - 1996 - Bronze | - 1997 - 6. plads - 1998 - 12. plads - 1999 - 6. plads - 2000 - 5. plads - 2001 - 4. plads - 2002 - 7. plads - 2003 - 13. plads - 2004 - Bronze - 2005 - 6. plads - 2006 - 7. plads - 2007 - 5. plads - 2008 - 6. plads - 2009 - 4. plads |

## Profiler
- Tony Amonte
- Chris Chelios
- Ty Conklin
- Rick DiPietro
- Chris Drury
- Mike Dunham
- Robert Esche
- Bill Guerin
- Derian Hatcher
- Brett Hull
- Steve Konowalchuk
- John LeClair
- Brian Leetch
- Mike Modano
- Jeremy Roenick
- Brian Rolston
- Keith Tkachuk
- Doug Weight
- Mike Richter
- Patrick Kane
- Drew Stafford